# Marián Bažány
Marián Bažány (* 9. Mai 1975 in Bratislava, Tschechoslowakei) ist ein ehemaliger slowakisch-deutscher Eishockeyspieler, der von 2005 bis 2013 bei der Düsseldorfer EG in der DEL auf der Position des Verteidigers spielte. Bazany erlernte das Eishockeyspielen in seinem Heimatland, ging aber ab 2000 seinem Beruf in Deutschland nach und erhielt 2005 die deutsche Staatsbürgerschaft. Seit seinem Karriereende arbeitet er als Trainer.

## Karriere
Bazany spielte jahrelang in der slowakischen Extraliga und der zweiten Liga seines Landes. Seine Stationen waren dabei von 1994 bis 1995 HC Slovan Bratislava, von 1995 bis 1996 Dukla Senica, von 1996 bis 1998 SHK Danubia Bratislava, 1998 bis 1999 HK Trnava und im Jahr 1999 erneut Slovan Bratislava, bevor er während der Spielzeit 1999/00 nach Deutschland wechselte. Von der Regionalliga schaffte der Verteidiger in den folgenden Jahren den Sprung in die DEL und ins Nationalteam. In Bayern spielte er zunächst zwei Jahre von 2000 bis 2002 für den TSV Peißenberg in der Regionalliga, ehe er von 2002 bis 2005 den EV Regensburg in der 2. Bundesliga verstärkte. Hier erzielte er in 154 Ligaspielen 13 Tore und 76 Vorlagen bei 241 Strafminuten. Außerdem nahm er mit seinem Team 2004 an den Playoffspielen teil und erzielte in fünf Partien zwei Assists.
Dort wurde er von DEL-Manager Lance Nethery entdeckt und 2005 – inzwischen deutscher Staatsbürger – von den DEG Metro Stars verpflichtet. Hier erkämpfte er sich schnell einen Stammplatz in der Verteidigung und wurde aufgrund seiner soliden Leistungen im November sogar von Nationaltrainer Greg Poss in die deutsche Eishockeynationalmannschaft berufen. Er nahm am TUI Nations Cup teil, wurde allerdings unter dem neuen Nationaltrainer Uwe Krupp wieder aussortiert, sodass er nicht an den Olympischen Winterspielen 2006 in Turin teilnehmen konnte.
2013 beendete er seine sportliche Karriere. Ab der Saison 2014/15 war er bei den Eisbären Berlin angestellt und betreute die DEL-Mannschaft als Assistenz- und Konditionstrainer. Im Spieljahr 2017/18 war er Assistenztrainer bei den Krefeld Pinguinen. Im Mai 2018 wurde er Co-Trainer bei den SC Rapperswil-Jona Lakers in der Schweizer National League.
Zwischen 2019 und 2021 war er als Cheftrainer vom HK Nitra und Slovan Bratislava in der slowakischen Extraliga beschäftigt, ehe er im Juli 2021 zum Cheftrainer der Eispiraten Crimmitschau ernannt wurde. Dort wurde er im Februar 2023 entlassen. Seit Mai 2024 ist er als Assistenztrainer bei den Fischtown Pinguins Bremerhaven angestellt.

## Erfolge und Auszeichnungen
- 2006 Teilnahme am DEL All-Star Game

## Karrierestatistik
(Legende zur Spielerstatistik: Sp oder GP = absolvierte Spiele; T oder G = erzielte Tore; V oder A = erzielte Assists; Pkt oder Pts = erzielte Scorerpunkte; SM oder PIM = erhaltene Strafminuten; +/− = Plus/Minus-Bilanz; PP = erzielte Überzahltore; SH = erzielte Unterzahltore; GW = erzielte Siegtore; 1 Play-downs/Relegation; Kursiv: Statistik nicht vollständig)